# 39X busz (Debrecen)
A debreceni 39X jelzésű autóbusz a Nagyállomás és az Ohat utca között közlekedik. A Nagyállomásról 22:40-kor indul a 39-es busz vonalán az Ohat utca megállóhelyig. Előre bejelentett igény esetén Szepesig jár 39-es jelzéssel.

## Útvonala
| Év       | Végállomások                   | Útvonal                         |
| -------- | ------------------------------ | ------------------------------- |
| 2018     | Nagyállomás → Szováti elágazás | Erzsébet utca – Szoboszlói út – |
| 2018-tól | Nagyállomás → Ohat utca        | Erzsébet utca – Szoboszlói út   |

## Megállóhelyei
| 0 | Nagyállomás végállomás          |                            |
| 1 | MÁV-rendelő                     | 10A, 30 5A Helyközi buszok |
| 2 | Szoboszlói úti Általános Iskola | 19                         |
| 3 | Szoboszlói út                   | 19                         |
| 4 | Ohat utca végállomás            | 19                         |